# Sacroileite
In medicina il termine sacroileite indica un processo infiammatorio a carico dell'articolazione sacroiliaca. È un reperto tipico delle spondiloartropatie (spondilite anchilosante, artrite psoriasica, artriti reattive, o artriti associate alle malattie infiammatorie croniche intestinali). È inoltre la sede di presentazione più frequente dell'artrite secondaria a infezione da Brucella.